# Influencer

Diagramm eines sozialen Netzwerks: Der gelb markierte Knoten links ist ein möglicher Influencer.

Als Influencer (deutsch etwa Einflussnehmer, Beeinflusser; von englisch to influence ‚beeinflussen‘) werden seit dem Beginn der 2000er Jahre Multiplikatoren bezeichnet, die ihre starke Präsenz und ihr Ansehen in sozialen Netzwerken nutzen, um beispielsweise Produkte oder Lebensstile zu bewerben. Vermarktung mit Influencern wird als Influencer-Marketing bezeichnet.

## Begriff
Seit etwa 2007 wird in Werbung und Vermarktung von Influencern im heute gebräuchlichen Sinn gesprochen. Das Digitale Wörterbuch der deutschen Sprache wirft für das Stichwort Influencer ab 2016 einen starken Anstieg der Wortverlaufskurve aus. Als Grundlage für die Begriffsbildung gilt der 2001 erschienene populärwissenschaftliche Bestseller Influence: Science and Practice (deutsch Einfluss: Wissenschaft und Praxis) des US-amerikanischen Psychologen und Wirtschaftswissenschaftlers Robert Cialdini. Dort beschreibt Cialdini sechs wichtige Eigenschaften zur Einflussnahme wie soziale Autorität, Vertrauenswürdigkeit, Hingabe und widerspruchsfreies Verhalten. Durch die Verbreitung von werbebasierten Geschäftsmodellen in großen sozialen Netzwerken wie Facebook, YouTube, TikTok und Instagram gewannen die Verkaufsthesen Cialdinis weitere Popularität.
Mehreren Studien zufolge kann durch das gezielte Ansprechen und Instrumentalisieren einflussreicher Einzelpersonen ein breiteres Publikum erreicht werden als mit herkömmlichen weit und beliebig gestreuten Werbemaßnahmen. So gelten laut einer international durchgeführten Studie rund 4,6 Millionen Konsumenten in Deutschland als Influencer. Sie haben gemein, dass sie sich mit den Marken, denen sie in den sozialen Medien folgen, identifizieren und auf sozialen Plattformen besonders aktiv und stark vernetzt sind.
Gewinnt der Vermarkter einen Menschen, der in mehreren sozialen Netzen hohes Ansehen genießt und dort viele „Freunde“ und Abonnenten (englisch Follower) hat, verkauft sich das Produkt über den wirksamen Mechanismus der Mundpropaganda. Unternehmen setzen Influencer gezielt für Vermarktungs- und Kommunikationszwecke ein, um eine bestimmte Zielgruppe großräumig zu erreichen. Im Jargon der Werbewirtschaft sind „Influencer […] die neuen Supertargets im Marketing. Als Multiplikatoren und Meinungsführer stehen sie im Zentrum ihres eigenen Netzwerks und sind rege mit anderen vernetzt. Sie stärken die Reputation eines Anbieters, verhelfen Produkten, Marken und Services zum schnellen Durchbruch und sichern so den Erfolg.“
Influencer können Politiker, Sportler, Journalisten, Blogger, YouTuber, Prominente und Schauspieler sein, die stark in sozialen Netzwerken tätig sind und viele Abonnenten haben. Die Vermarktung durch den Einsatz von Influencern nutzt das Vertrauensverhältnis dieser Leitfiguren zu ihrem Massenpublikum aus.
Ältere Menschen in dieser Rolle bezeichnet man als Granfluencer.
In Deutschland erreichen Influencer mehrere Millionen Abonnenten, beispielsweise Bianca Claßen (Name des Benutzerkontos: bibisbeautypalace) mit über 7,7 Millionen Abonnenten (September 2021) und die Spitzenreiter Lisa und Lena (Benutzerkonto: lisaandlena) mit über 16,2 Millionen Abonnenten (September 2021).
Von 2017 bis 2022 wurden die About You Awards für Influencer im deutschsprachigen Raum verliehen.

## Kategorien von Influencern

### Nach Abonnentenzahl
Influencer lassen sich anhand ihrer Abonnentenzahl in vier bis fünf Gruppen einteilen, wobei die Grenzen nicht klar definiert sind und die Begriffe unterschiedlich verwendet werden.
| Bezeichnung 1    | Abonnenten          | Instagram-Anteil in absoluten Zahlen 2 | Instagram-Anteil in Prozent |
| ---------------- | ------------------- | -------------------------------------- | --------------------------- |
| Nano-Influencer  | < 10.000            |                                        |                             |
| Mikro-Influencer | 10.000 – 100.000    |                                        | 81 %                        |
| Makro-Influencer | 100.000 – 1.000.000 | < 500.000                              | 15 %                        |
| Makro-Influencer | 100.000 – 1.000.000 | > 500.000                              | 2 %                         |
| Mega-Influencer  | > 1.000.000         | < 5.000.000                            | 1 %                         |
| Mega-Influencer  | > 1.000.000         | > 5.000.000                            | 1 %                         |

### Nach Inhalten/Zielgruppe
Zudem können Influencer anhand ihrer Inhalte und Zielgruppen eingeteilt werden.
Christfluencer
Christfluencer sind Personen, die ihren christlichen Glauben in sozialen Medien inszenieren, christliche und konservative Wertevorstellungen vermitteln.
Cleanfluencer
Personen, die Haushaltstipps geben.
Finfluencer
Influencer für Finanzprodukte
Inkluencer
Personen, die sich für die Inklusion von Menschen mit Behinderungen einsetzen.
Key Influencer
Blogger, Journalisten oder Markenbotschafter, die aufgrund ihres eigenen Blogs, Online-Magazins oder Soziale-Medien-Profils viele Abonnenten haben. Sie genießen eine hohe Anerkennung und Wertschätzung und gelten deshalb als Experten und Vorbilder.
Kidfluencer (auch Kind- oder Youngfluencer)
Kinder und junge Personen, die in den Social-Media-Kanälen ein mehr oder weniger großes Publikum als Abonnenten anziehen und so, als Träger von Ideen, Sprachrohr von kommerziellen Produkten oder Mini-Ikone der Internetwelt werden. Manche von ihnen bestreiten als Kinderstar durch ihren Internetauftritt das Einkommen der Familie.
Medfluencer
Vor allem Medizinstudenten, die sich auf die Verbreitung von Informationen zu Gesundheitsvorsorge und Krankheiten spezialisiert haben.
Mum-/Dadfluencer (auch Familien Influencer)
Beziehen sich auf Personen, vorrangig Frauen, die ihr Familienleben auf sozialen Medien dokumentieren. Diese Accounts zeigen oft einen extravaganten Lebensstil oder belanglose Ereignisse aus dem Alltag. Einige dieser Influencer nutzen ihre Plattform auch, um über das Elterndasein zu informieren und Tipps zu geben. Es gibt jedoch auch Kritik an dieser Art von Influencer-Benutzerkonten, da sie oft keine pädagogische Ausbildung haben und das öffentliche Zur-Schau-Stellen von Kindern befürworten.
Peer Influencer
Personen, die in einer gewissen Verbindung mit einem Unternehmen stehen und durch ihre Persönlichkeit, Expertenmeinung und Erfahrung einen Einfluss auf die Kaufentscheidung anderer haben. Zu dieser Kategorie zählen zum Beispiel Mitarbeiter und Geschäftspartner eines Unternehmens.
Petfluencer
Personen, die Fotos oder Selfies mit ihrem jeweiligen Haustier erstellen. Nicht selten erreicht das fotografierte Tier eine größere Abonnentenreichweite als die Person dahinter.
Sinnfluencer
Personen, die ihre Stimmen für gesellschaftsrelevante Themen wie soziale Gerechtigkeit oder Nachhaltigkeit einsetzen.
Social Influencer
Personen, die ihre Meinungen und Empfehlungen über Produkte, Unternehmen und Marken kundtun und damit automatisch einen negativen oder positiven Einfluss auf das Kaufverhalten anderer Kunden haben.

### Wertebasierte Typologie
Eine Studie der Hochschule Macromedia von 2021 untersuchte die Verteilung von Influencern nach einer hierfür definierten Typologie. Die Typzuordnung der 47.000 Befragten aus Deutschland, England, Polen, Frankreich, Spanien, Italien und den Vereinigten Staaten erfolgte durch 33 Kriterien per Faktorenanalyse. Dies war die bis zum Zeitpunkt größte Untersuchung dieser Art.
| Bezeichnung                | Anteil (%) | Beschreibung                                      |
| -------------------------- | ---------- | ------------------------------------------------- |
| Rationalisten              | 28,3       | professionell und monetär motiviert               |
| Poser/Extrovertierte       | 22,5       | Bedürfnis nach Anerkennung                        |
| Experten                   | 19,7       | anspruchsvoll und glaubwürdig in der Gemeinschaft |
| Weltverbesserer/Idealisten | 16,6       | Verantwortungsbewusstsein                         |
| Storyteller                | 12,9       | „Selbstoffenlegung“ als Motiv                     |

Als länderspezifische Unterschiede wurde genannt, dass in Deutschland die Gruppe der „Idealisten“ mit 35,5 % die größte Typgruppe darstellt, während die Gruppe der „Rationalisten“ in Deutschland mit nur 19,8 % die kleinste Gruppe ist, während sie in Italien (dem Land mit dem maximalen Anteil dieser Gruppe) 34,5 % der Befragten ausmacht.

## Kritik und Rechtslage
Die Hauptkritik gegen den Einsatz von Influencern ist die Verbreitung von Schleichwerbung. In Deutschland ist nach § 5a Abs. 4 Gesetz gegen den unlauteren Wettbewerb (UWG) Schleichwerbung unzulässig, weil jede Werbemaßnahme so beschaffen sein muss, dass ihr werbender Charakter von den Angesprochenen erkannt werden kann. Ende Januar 2019 wurde vor dem Landgericht Karlsruhe eine vom Verband Sozialer Wettbewerb nach § 3a UWG gegen die Influencerin Pamela Reif erhobene Unterlassungsklage wegen des Vorwurfs der Schleichwerbung verhandelt. Dabei wurde entschieden, dass das Verlinken von Herstellerkonten mittels Verschlagwortung in den Instagram-Beiträgen eine „geschäftliche Handlung mit kommerziellem Zweck“ sei und daher als Werbung gekennzeichnet werden müsse. Ende April 2019 entschied das Landgericht München I im Fall einer Klage des gleichen Vereins gegen Cathy Hummels, dass es sich bei ungekennzeichneten „privaten“ Beiträgen zwar ebenfalls um geschäftliche Handlungen handle, aber wegen fehlender Bezahlung nicht um Schleichwerbung. Der Bundesgerichtshof entschied am 9. September 2021 in einem Grundsatzurteil in diesem Fall, dass kommerzielle Inhalte von Influencern als Werbung zu kennzeichnen sind. Eine Kennzeichnungspflicht bestehe nur in Fällen, wenn Influencer für die Werbung bezahlt werden. Bloße Empfehlungen fielen nicht unter die Kennzeichnungspflicht. Die Richter stellten jedoch fest, dass bei Inhalten mit Verschlagwortung ein „werblicher Überschuss“ vorliegt.
Kritisiert wird auch, dass das „echte“ Leben der Influencer von dem in den sozialen Netzwerken wie Instagram dargestellten schillernden Leben abweiche, woraus ein Glaubwürdigkeitsproblem resultiere. Influencer haben oft schon Erfolg, ohne einen beruflichen oder schulischen Abschluss zu haben, weshalb deren Professionalität angezweifelt wird, auch angesichts unseriöser Praktiken des Abonnenten- und Gefällt-mir-Kaufs. Auch die Auftraggeber von Influencern selbst sehen den Einsatz mitunter kritisch und distanzieren sich von dieser Praktik, da es einen „kaum messbaren direkten Impact“ gebe. Laut Jörg Schieb hat der Einsatz von Avataren (er nennt sie auch CyberModels) als Influencer zugenommen. Sie seien eine kostengünstige Alternative zu Influencern.
Kinderschutzorganisationen wie das Deutsche Kinderhilfswerk kritisieren, dass es sich bei der Tätigkeit der „Kidfluencer“ um Kinderarbeit handele. Außerdem prangern sie den mangelnden Datenschutz für die Kinder an und stellen in Frage, inwieweit diese Tätigkeit tatsächlich freiwillig von den Kindern ausgeführt wird und nicht zumindest teilweise einen emotionalen Missbrauch durch die Eltern darstellt.
Das französische Parlament verabschiedete in der letzten Maiwoche 2023 ein neues Gesetz zur Regulierung von Geschäftspraktiken von Influencern.
Im Jahr 2025 führten Behörden in Nordrhein-Westfalen und Bayern Ermittlungen gegen Influencer wegen des Verdachts der Steuerhinterziehung durch. Die Schäden für die Staatskasse sollen dabei im Millionenbereich liegen. Zu den Beschuldigten gehört Laura Maria Rypa, die ehemalige Verlobte des Sängers Pietro Lombardi.